# Iveco Stralis
Iveco Stralis je těžký nákladní automobil, který od roku 2002 do roku 2019 vyráběla automobilka Iveco. Model Stralis nahradil modely EuroStar a EuroTech. Je běžně používaný pro přepravu, těžkou distribuční dopravu a dopravu stavebních materiálů na dlouhé vzdálenosti s hmotnostmi od 19 do 44 tun.
V roce 2007 dostal Stralis menší změny v designu kabiny a přední části. Všechny modely Stralis jsou vybaveny převodovkou EuroTronic, která umožňuje automatický nebo poloautomatický režim řazení. V roce 2002 byl model Stralis prvním těžkým nákladním automobilem, který měl ve standardní výbavě automatickou převodovku.

## Motory
Všechny motory jsou řadové šestiválcové se čtyřmi ventily na válec.
- Cursor 8, 7,8 l výkony: 199-265 kW (270-360 koní)
- Cursor 10, 10,3 l výkony: 309-331 kW (420-450 koní)
- Cursor 13, 12,9 l výkon: 368-412 kW (500-560 koní)

Všechny motory jsou vybaveny výkonnou dekompresní výfukovou brzdou, známou jako Iveco Turbobrake.

## Galerie

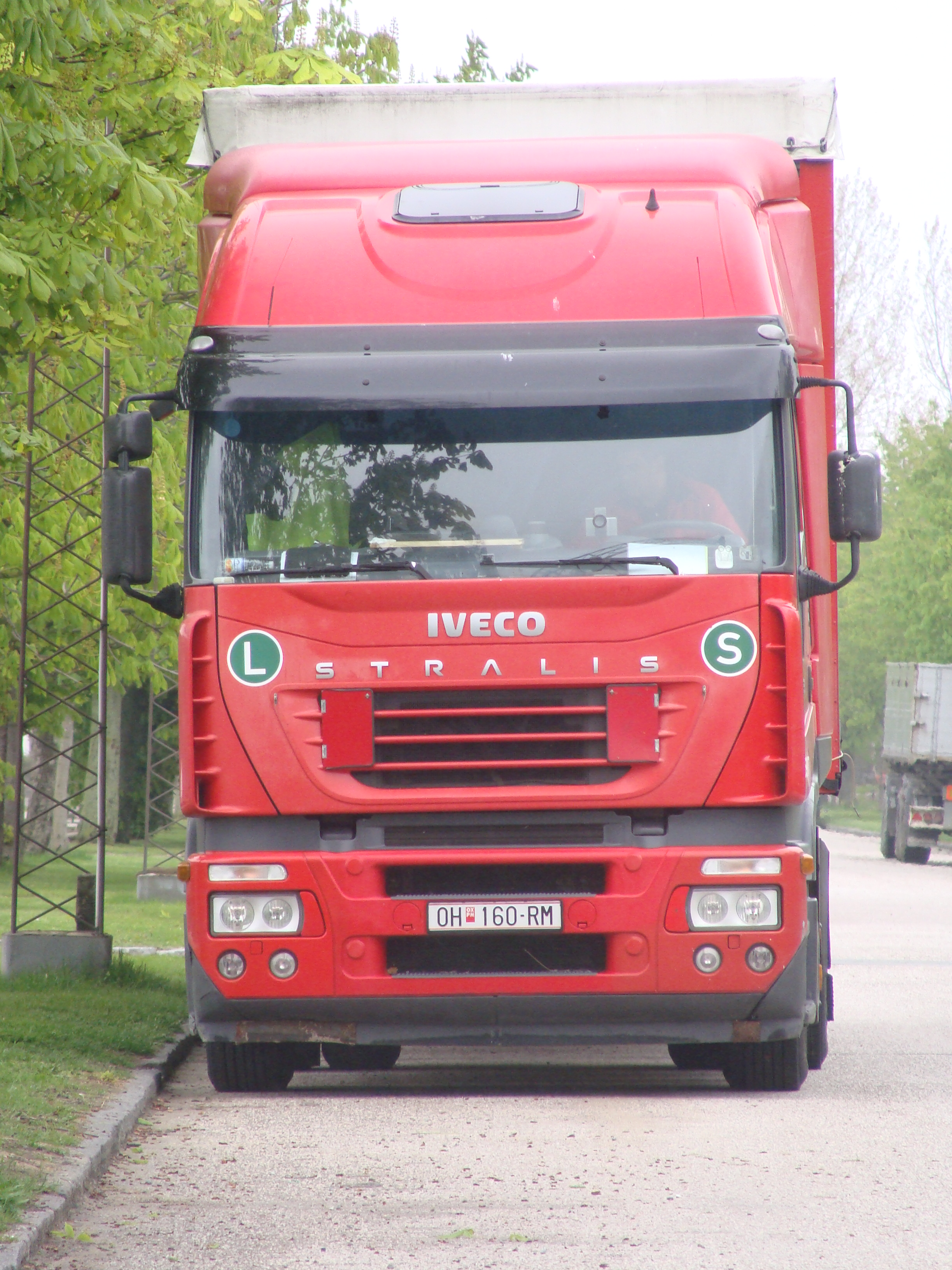
Iveco Stralis 1. série
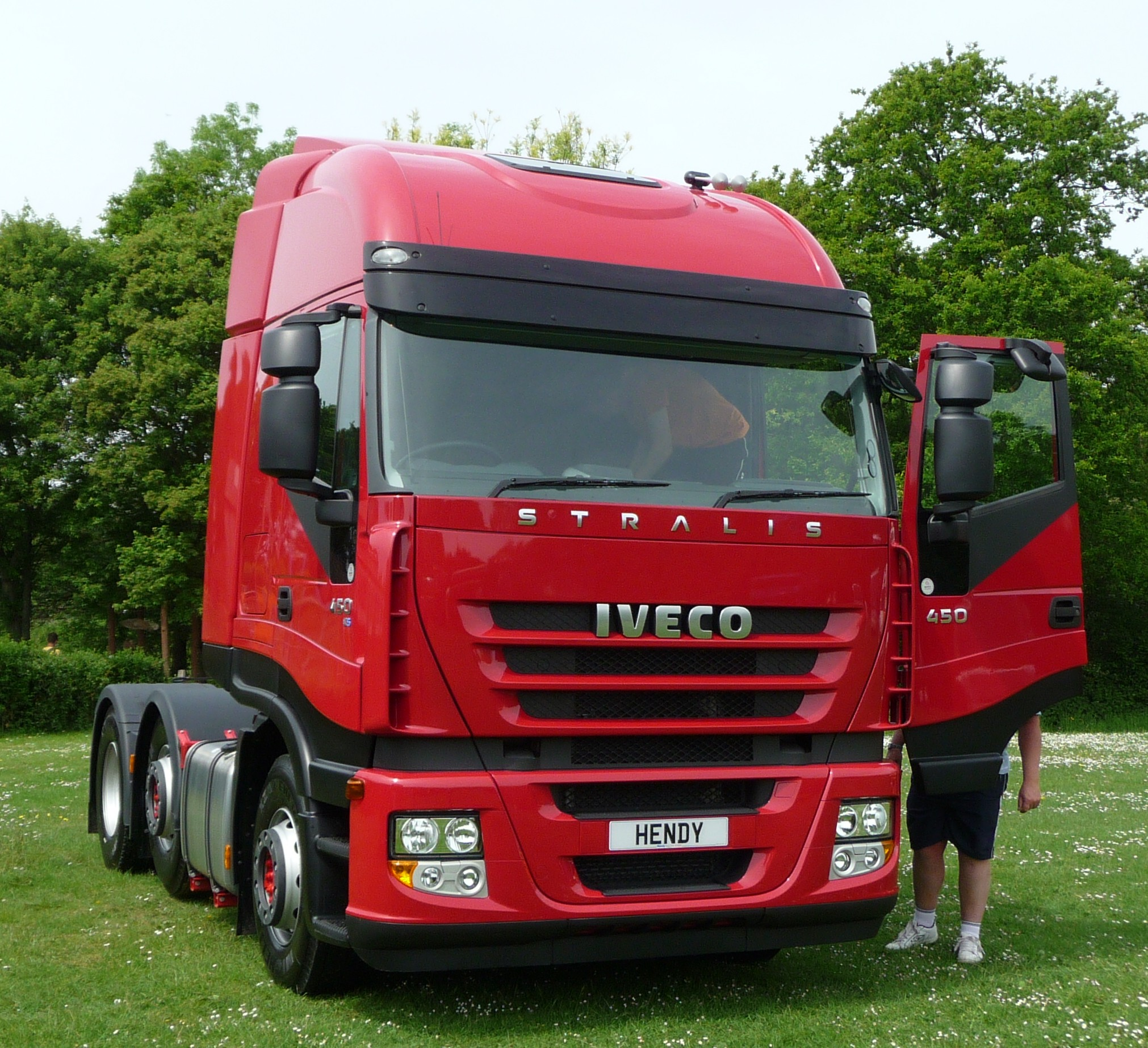
Iveco Stralis 2. série
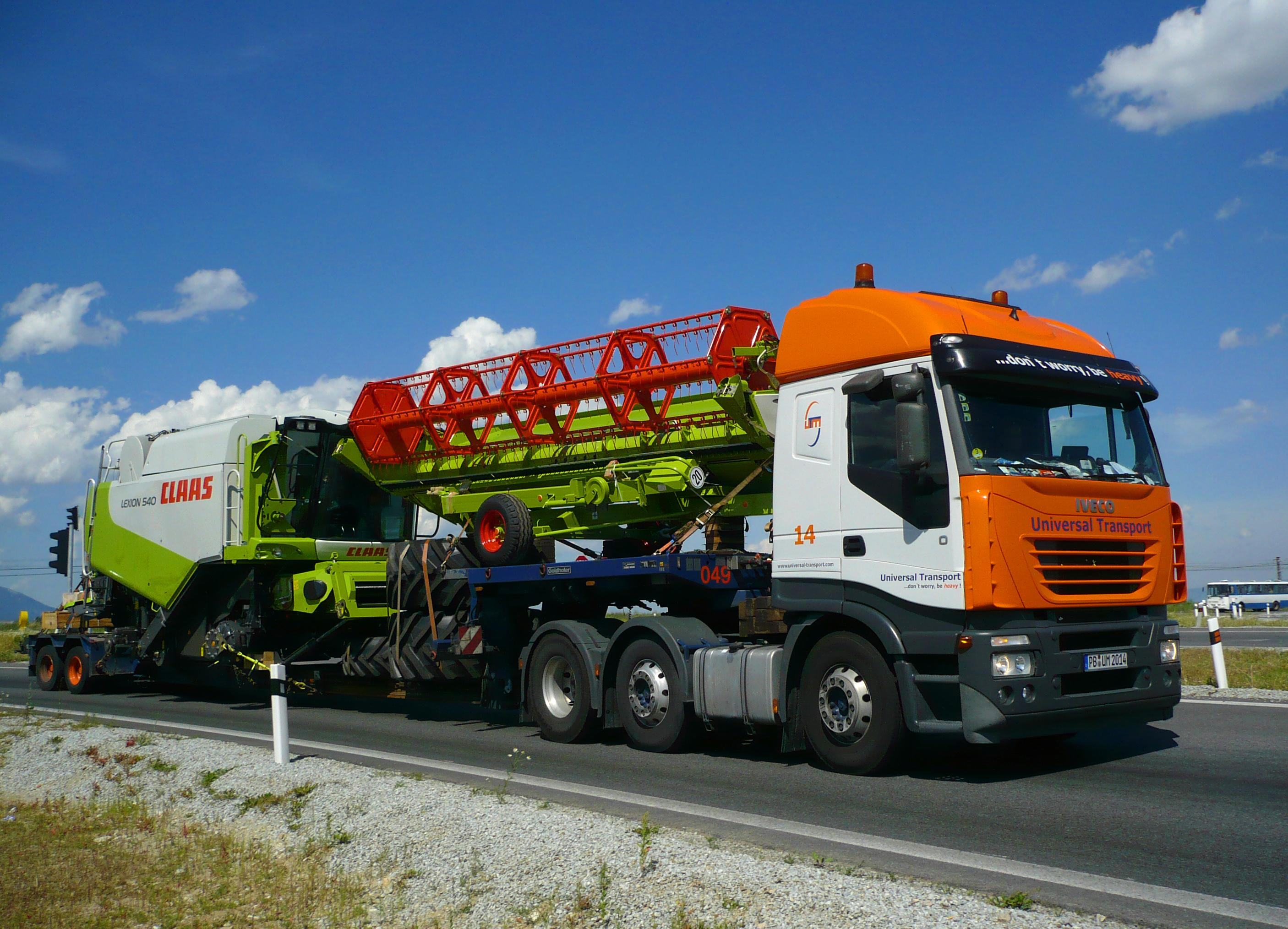
Tahač návesů Iveco Stralis 540 TXP s pohonem 6×2
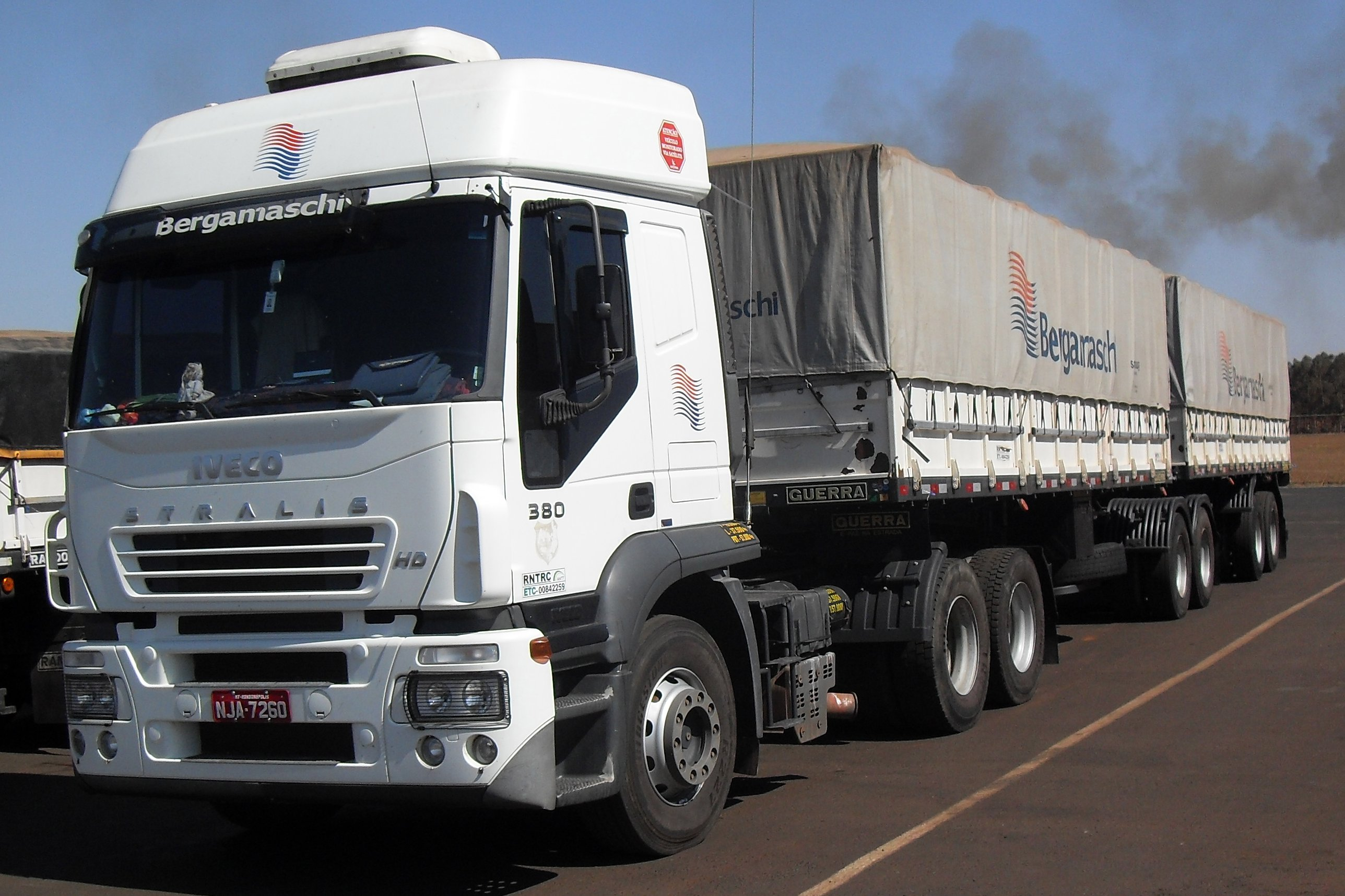
Iveco Stralis 380 s pohonem 6×4
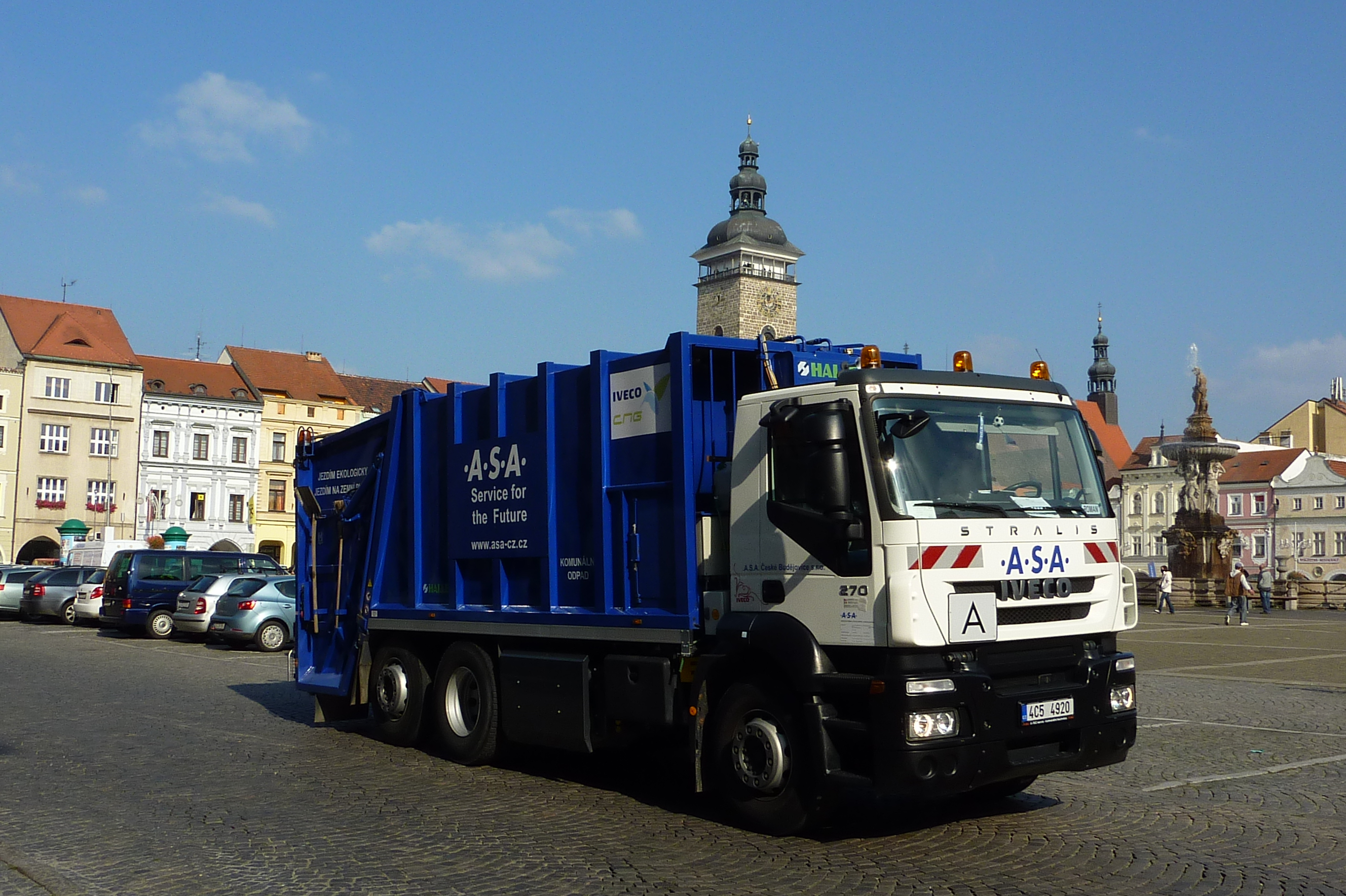
Iveco Stralis 270 s poslední řízenou nápravou jako vozidlo na sběr a svoz odpadu v Českých Budejovicích
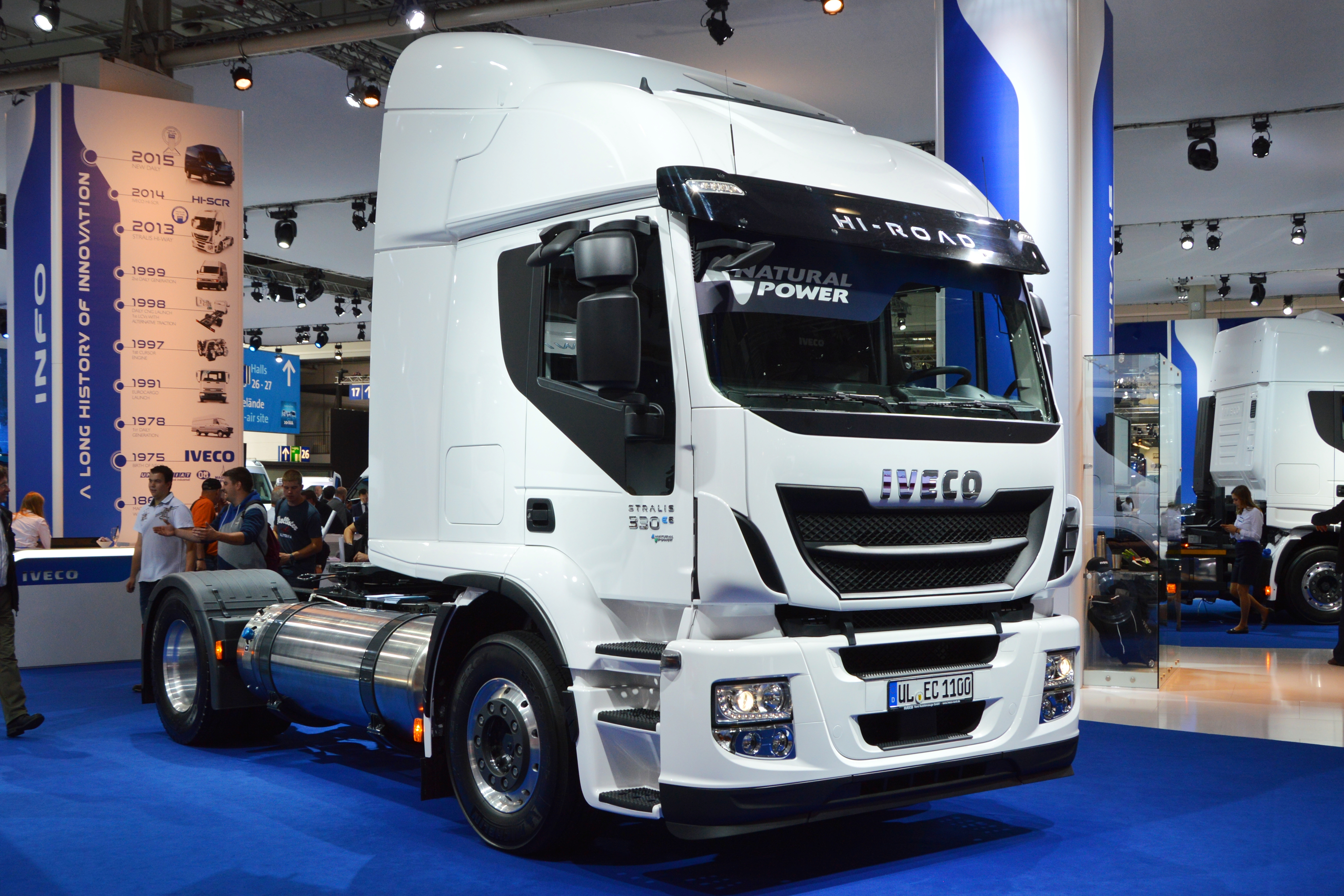
Iveco Stralis 330 E6 "Natural Power"
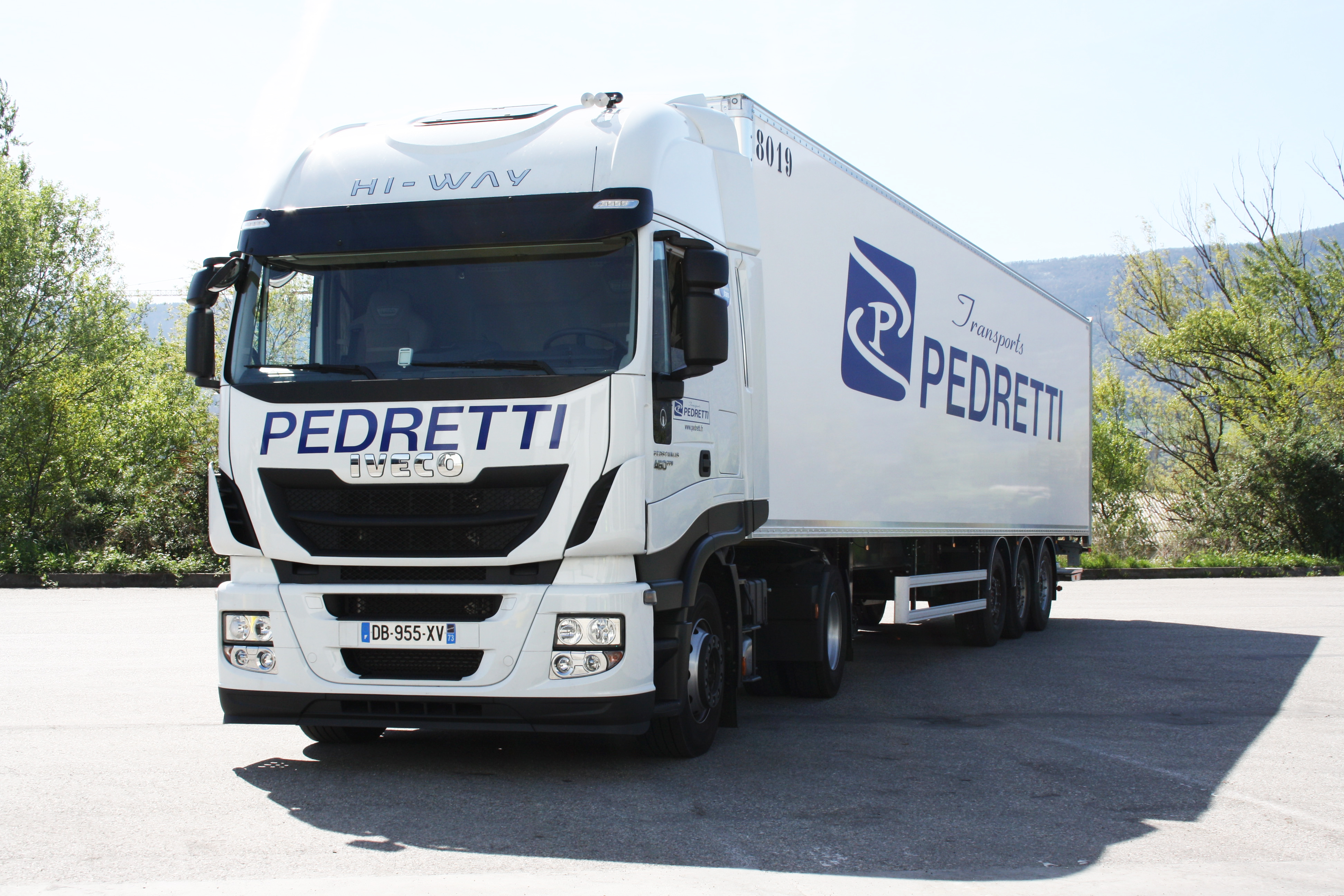
Tahač Iveco Stralis